# Juliaca transversula
Juliaca transversula är en insektsart som först beskrevs av Henry Fairfield Osborn 1926.  Juliaca transversula ingår i släktet Juliaca och familjen dvärgstritar. Inga underarter finns listade i Catalogue of Life.